# حقيبة يد
حقيبة اليد وتسمى أيضًا المثبنة (الجمع: مَثَابِن) هي حقيبة تحمل باليد تستعملها النساء عادة وتكون هذه الحقيبة صغيرة الحجم نسبيًا، تستعمل لحمل العديد من الأشياء كالمال والهاتف الجوال وأدوات الزينة، قد تصنع من مادة البلاستيك أو من الجلد كذلك.

## اقرأ كذلك
- حقيبة سفر
- حقيبة ظهر